# Danbo (naturreservat)
Danbo är ett naturreservat i Gammelgarns socken i Region Gotland på Gotland.
Området är naturskyddat sedan 1957 och är 57 hektar stort. Reservatet ligger längs en vik söder om Grynge fiskeläge och namnet finns omnämnt redan 1777 på en konceptkarta över rågångsåtgärder för samskogen på gårdarna Davide, Klints och Skogsby. Reservatet består av gammal skog, sandgräshed och raukar.